# Avion d'interdiction

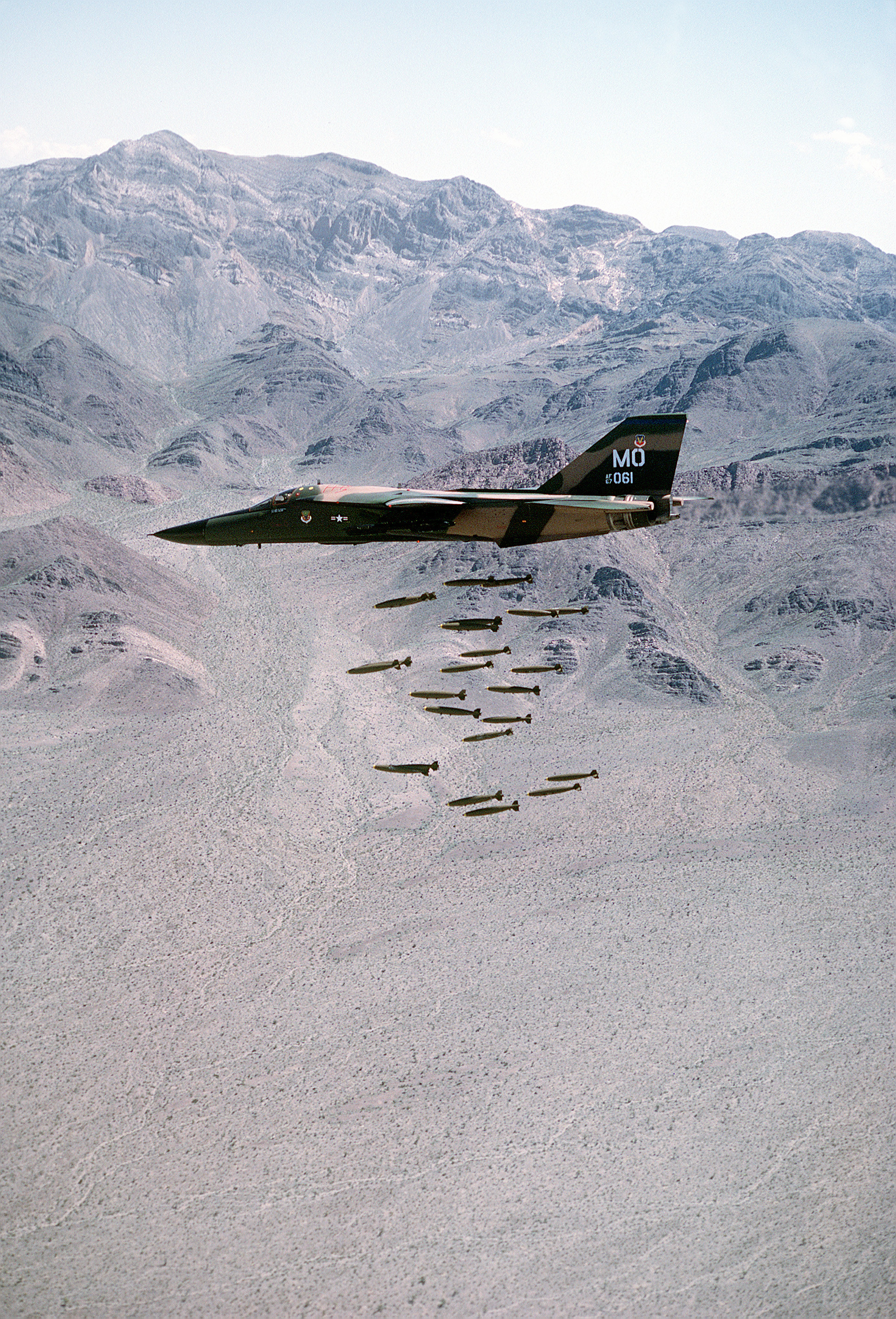
Le F-111 Aardvark a été l'un des premiers avions spécifiquement conçus pour exécuter des missions d'interdiction.

Un avion d'interdiction est un type d'avion d'attaque qui opère loin derrière les lignes ennemies, avec l'intention expresse de paralyser les cibles militaires qui ne sont pas les plus menaçantes, mais qui sont néanmoins nécessaires au fonctionnement de l'armée ennemie à long terme. Ces cibles sont généralement des infrastructures logistiques et industrielles (usines, entrepôts…) ou des voies de communication (ponts, routes, voies ferrées…).

## Principe
L'interdiction aérienne empêche ou ralentit fortement les ravitaillements logistiques ou l'arrivée de renforts humains et matériels sur le front hostile, ce qui laisse du temps aux forces alliées pour gagner le combat. Ce terme a toutefois presque disparu du langage militaire actuel. Le « chasseur d'attaque » est un concept assez proche, mais se focalise un peu plus sur les capacités de combat aérien et l'interdiction est généralement réalisée par des avions multirôles. Le terme est d'ailleurs assez peu employé et tend à être remplacé par « chasseur multirôle », bien que certains avions restent bien ancrés dans cette catégorie, comme le F-35 américain.
Les versions de grande taille des avions d'interdiction sont désignées « avions de pénétration ».

## Histoire
Pendant la période qui suivit la fin de la Seconde Guerre mondiale, la Royal Air Force conçut des versions d'interdiction de son bombardier à réaction Canberra. Le rôle de bombardement stratégique initial affecté à cet avion fut ensuite repris par les V bombers, plus modernes. L'un des premiers avions d'interdiction fut le F-111 Aardvark, un avion capable d'opérer à de longues distances de sa base. Le Panavia Tornado fut conçu dans le même but, bien qu'opérant à des distances plus courtes sur le théâtre européen. Les Soukhoï Su-24, Su-34 soviétiques, le Xian JH-7 chinois, ou le projet avorté BAC TSR-2 britannique sont des concepts d'interdicteurs similaires.
Un avion militaire français idéalement représentatif de cette catégorie d'avions est le Mirage 2000D, équipé d'un radar de suivi de terrain performant et pouvant voler à grande vitesse à très basse altitude, afin de rester sous la couverture des radars ennemis.

## Liste d'avions d'interdiction
- North American A-5 Vigilante
- General Dynamics F-111 Aardvark
- Panavia Tornado
- SEPECAT Jaguar
- Dassault Mirage 2000D
- Soukhoï Su-24
- Soukhoï Su-34
- Xian JH-7
- BAC TSR-2
- English Electric Canberra
- Saab AJS-37 Viggen